# Bonte kaartmot
De bonte kaartmot (Agonopterix ciliella) is een vlinder uit de familie grasmineermotten (Elachistidae). De wetenschappelijke naam werd gepubliceerd in 1849 door Stainton.
De soort komt voor in Europa.